# عز الدين شير
عز الدين شير أو يوزدان شير (بالكردية: Êzdîn Şêr)‏ (توفي عام 1423) مؤسس إمارة هكاري التي حكمت منطقة جنوب وشرق بحيرة فان (في ما يعرف الآن بتركيا) حتى عام 1845.

## الخلفية
وُصف عز الدين شير تاريخيًا بأنه «من سلالة سنكريم»، في إشارة إلى سنكريم-هوفانيس آرتسروني، الحاكم الأخير لمملكة فاسبوراكان. بالنظر إلى التراث الكردي لشير، فمن المحتمل أن يكون هذا الأصل الأرمني من الأم، أي أن والدته أو جدته ربما كانت أميرة من طراز آرتسرونيد. لم تكن مثل هذه الزيجات المختلطة بين النبلاء الأرمن المسيحيين والعائلات الحاكمة الإسلامية غير شائعة بسبب الفوائد السياسية المتبادلة التي قدموها. بدلاً من ذلك، من المعروف أن الأرمن يشيرون إلى الأرمن الآخرين الذين تحولوا إلى الإسلام باسم «الأكراد». لذلك قد يكون عز الدين شير ينتمي ببساطة إلى فرع أسلم من العائلة المالكة في آرتسرونيد.
ربما كان والده مالك عزالدين، الذي أمر بإنشاء ضريح حليمة خاتون (على الأرجح لوالدته) في فوستان عام 1335.

## الحياة
العام التي بدأ فيها عز الدين شير حكمه غير مؤكد. في عام 1384، بدا أنه تحالف مع السلطان أحمد من سلطنة الجليريد. السلطان أحمد، الذي تعرض للتهديد بعد ذلك من قبل كل من قره محمد من قراقويونلو وتوختاميش خان ل القبيلة الذهبية، قاده شير إلى بر الأمان عبر مناطق الأخير إلى العاصمة بغداد الجليريد.
في عام 1387، حاصر عز الدين شير قلعة في توشبا من قبل قوات تيمور الفاتح في آسيا الوسطى. تم القبض عليه لاحقًا وتقييده من قبل تيمور، الذي يُزعم أن العديد من المدافعين عن المعقل تم استعبادهم أو إعدامهم. تم إنقاذ شير نفسه واستعاد سلطته لاحقًا في ظل السيادة التيمورية.
في عام 1392، استولى شير على ولاية فوستان من شقيقه مالك أسعد.  في العام التالي، رُجم زكريا الثاني، كاثوليكوس أغمار، حتى الموت بناءً على أوامره.
كحليف لتيمور، بدأ شير بمساعدة الفاتح في حروبه ضد قره يوسف ابن قره محمد. في عام 1395، تم تسجيله على أنه اشتبك مع قوات قراقويونلو لعدة أيام، كمكافأة حصل عليها تيمورى على الأرض. ومع ذلك في عام 1398، تم القبض عليه من قبل قره يوسف، وسجنه في جزيرة أكدامار بينما كان ينهب أراضيه. بحلول وقت وفاة تيمور في عام 1405 وما تلاه من إضعاف لسلطة التيموريين، حول شير ولاءه إلى قره يوسف. على الرغم أنه كان يكره التركمان، فقد سُجل أنه عمل كوسيط أثناء نزاع بينهم وبين آل شيرفانشاه. بحلول عام 1412، بدأ عز الدين شير في تسليم حكمه لابنه مالك محمد بسبب تقدمه في السن. ومع كان حاكم هكاري بحكم القانون، مع استمرار الكتبة الأرمن في الإشارة إلى مالك محمد تحت اسم والده.
عندما أعاد شاروخ خليفة تيمور السيطرة على المنطقة عام 1421، كان عز الدين شير من بين النبلاء والشخصيات البارزة الذين زاروه في مسكنه الشتوي في كاراباخ لتقديم الولاء لهم. فعل مالك محمد الشيء نفسه بعد فترة وجيزة عندما زار الفاتح منطقة بحيرة فان. عندما استعاد قرة إسكندر نجل قره يوسف السيطرة مؤقتًا على المنطقة، رفض شير الاعتراف بحكمه وهي سياسة اتبعها خلفاؤه. توفي عز الدين شير بعد عامين، عام 1423.